# Truppführer
Truppführer fue un rango militar que se creó por primera vez en 1930 como un rango de las Sturmabteilung (SA), organización vinculada al Partido Nacionalsocialista Obrero Alemán. Traducido como "líder de tropa", el rango de truppführer evolucionó desde los primeros títulos de los Freikorps, que se remontaban a la Primera Guerra Mundial.
Como rango de las SA, truppführer fue considerado el equivalente de sargento mayor, o sargento de primera clase. El rango de SA-truppführer fue considerado inicialmente como superior al de scharführer, pero después de 1932 se ubicó por encima del nuevo rango de oberscharführer. La insignia de truppführer básico consistía en dos pines abotonados en un parche de cuello.
Un truppführer normalmente se desempeñaba como suboficial de una SA-truppen, del tamaño de un pelotón, formado como un SA-sturm del tamaño de una compañía. Las responsabilidades de un truppführer generalmente aumentaban con la promoción a obertruppführer y haupttruppführer, al igual que la cantidad de tropas bajo el mando del truppführer.
Entre 1930 y 1934, truppführer también se usó como rango de las SS, pero fue abolido después de la noche de los cuchillos largos cuando el rango de SS-truppführer pasó a llamarse oberscharführer.

## Insignias

Nationalsozialistisches Fliegerkorps (NSFK)
Organización Todt (OT)
Reichsarbeitsdienst (RAD)
Sturmabteilung (SA)